# Dolichocephala sparsa
Dolichocephala sparsa är en tvåvingeart som beskrevs av Becker 1914. Dolichocephala sparsa ingår i släktet Dolichocephala och familjen dansflugor.
Artens utbredningsområde är Kenya. Inga underarter finns listade i Catalogue of Life.